# Fordicídia
Na religião da Roma Antiga, o festival da Fordicídia (em latim: fordicidia) era um festival relacionado à reprodução dos rebanhos, e se realizava no dia 15 de abril. Envolvia o sacrifício de vacas prenhes (fordae) à deusa Telo, ou Terra. Os fetos de bezerros eram retirados das vacas, sacrificados, e suas cinzas eram guardadas para uso no festival da Parília.
Segundo Ovídio, o sacrifício dos bezerros estava relacionado à necessidade de se garantir a fertilidade da terra e a produção dos grãos. Juntamente com a Robigália, é o mais antigo festival romano celebrado no mês de Abril, quando se comemoravam festividades dedicadas às deusas, sendo que a participação das sacerdotisas Vestais era proeminente.